# トレイン・オン・トレイン

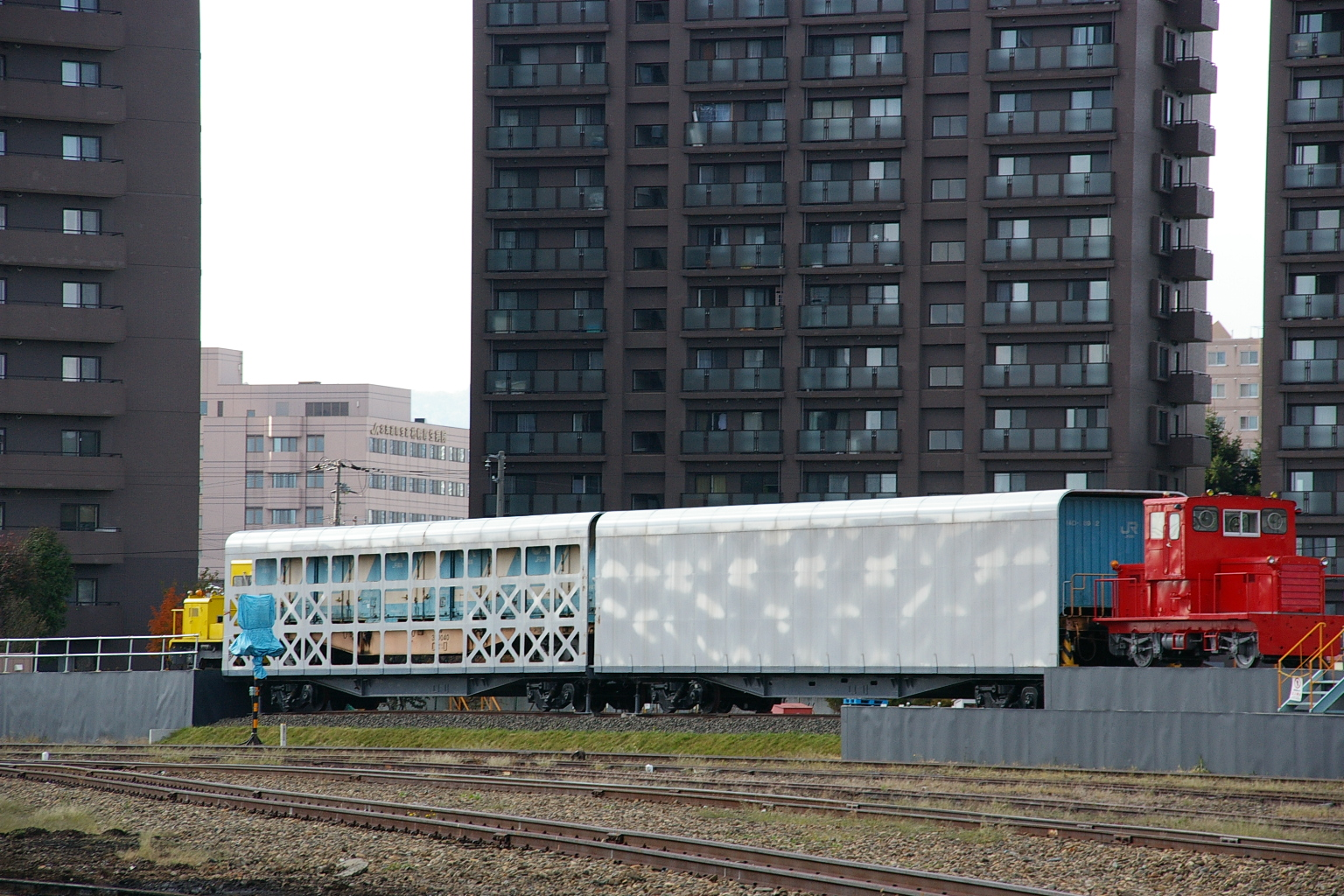
苗穂工場で検証中の試作車

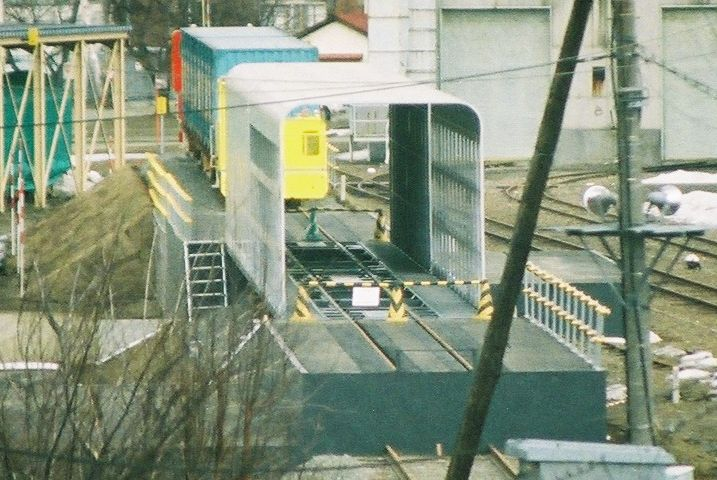
試作車内部

トレイン・オン・トレイン（Train on Train、異軌間軌道列車移動システムおよび列車搭載型貨物列車。略号：t/T）とは、北海道旅客鉄道株式会社(JR北海道)が研究している狭軌（在来線）の貨物列車を標準軌（新幹線）の専用車両にそのまま搭載して輸送するシステム、およびその専用車両のこと。
言うなれば新幹線による車両航送（車両輸送）のようなものである。

## 概要
北海道新幹線（新青森駅 - 新函館北斗駅間）が青函トンネルを貨物列車と共用することから生じる問題への対策として、北海道旅客鉄道（JR北海道）によって研究が進められ、2007年（平成19年）度には実験車両が製作され、苗穂工場で検証試験が行われていた。
北海道新幹線は、青函トンネルとその前後の共用区間（新中小国信号場 - 木古内駅間）において海峡線を三線軌条化して貨物列車と同じ線路を走ることになっている。もともと軌間以外は新幹線規格で作られているので走るだけであれば問題はないが、現在の貨物列車の最高速度は110 km/h以下であり、待避設備が青函トンネルの前後にしか作れないためダイヤ作成上のボトルネックとなる可能性がある。
新幹線開業後も現状と同じく1日30往復近い貨物列車が通るとすれば、1時間あたり2往復に対して新幹線も1往復程度しか通すことができないと予想されている。これは新函館北斗駅 - 札幌駅間開業後の東京 - 札幌速達列車の想定需要には及ばず、臨時列車・東北北部 - 北海道の区間列車や将来的な需要増大などに対処する余裕がない。この状況の解決策として考えられたのがトレイン・オン・トレインである。
また、2004年（平成16年）の新潟県中越地震による新幹線及び貨物列車の脱線事故、2005年（平成17年）のJR福知山線脱線事故・JR羽越本線脱線事故などを受けて、時速200 km以上の新幹線列車と在来線の貨物列車がすれ違う際の風圧により貨物列車が脱線する危険性や地震による貨物列車の脱線の危険性が指摘されることとなった。共用区間における貨物列車の脱線は新幹線の重大事故に直結する可能性が高いため、トレイン・オン・トレインはこれらの危険性に対する解決策としての役割も求められることになった。
JR北海道は、2004年（平成16年）に「貨物列車及び列車搬入搬出方法」として関連技術の特許を出願している。「トレイン・オン・トレイン」という名称が初めて公になったのは2006年4月に坂本眞一会長が帯広市で行った講演会でのことであり、2007年2月には北海道新聞でも紹介された。また、2012年1月の定例記者会見で小池明夫社長は、北海道新幹線開業後に「トレイン・オン・トレイン」の導入に強い意欲を示した。
しかしその後JR北海道の経営難も悪化、北海道新幹線開業後も音沙汰なく、事実上断念された状況となっている。

### 構造
日本貨物鉄道（JR貨物）のコキ100系コンテナ車は全幅2.64 m、コンテナを搭載すると全高3.59 m、重量59トン強である。一方、専用車両の仕様はまだ不明だが、従来の新幹線車両で最も大きいE4系は全幅3.38 m、全高4.485 m。専用車両の車輪をなるべく小さくし、床もなるべく低くまた薄くしてレールの代わりに同じ間隔で溝をつければ理論的には搭載することができる。
専用車両は両端に機関車がつくプッシュプル方式で、20両編成の貨物列車を搭載して200 km/hで走ることが出来る。積み降ろしは機関車を切り離した端の車両から行う。積み降ろし施設の在来線側には専用車両の床と同じ高さにレールがある台座を用意し、台座と専用車両の機関車をトラバーサーで水平移動させることによって短時間で積み降ろしが出来るようにする。
特許請求の範囲には、専用車両の機関車が前方に退避したあとカーブした線路のある台座を水平移動させて、斜め前方に敷かれている在来線の線路と専用車両内の軌道を繋ぎ貨物列車を積み降ろしする方式や、機関車のすぐ後ろの車両の床の軌道をカーブさせて側面に搬入搬出口を設け、在来線の線路を直接そこに繋げて貨物列車を積み降ろしする方式も含まれている。

### 問題点
トレイン・オン・トレインを実現するためには共用区間の両側に積み替え用の広いヤードの建設が必要になる。専用車両の開発製造費用も加えれば相当額の費用(2012年のワーキングループ報告では3000億円以上)がかかることが予想される。また、トラバーサーを使用するために連結できる車両数が限られてしまう。また推定で60t程度の差が生じるとされる重量の積空差および積載時に重心が高くなるなどの安全に高速走行するうえでの課題も多い。

## 他の方法
共用区間における貨物列車と新幹線の競合対策としては、これ以外にも幾つかの方法が提案された。
新幹線のスピードダウン
2016年の北海道新幹線開業時以降、実際に用いられている方法である。新幹線の速度を在来線並み（140km/h以下）に落とすことで、ダイヤ競合問題および安全性の問題は、少なくとも現在の在来線並みまで緩和されることになる。貨物列車締め出しによる時間短縮は16分程度に留まると予想され、青函トンネルにおける貨物輸送の役割の重要性から新幹線側が譲った形となっている。
また、すれ違いの時だけ新幹線を減速する方法も考えられているが、新幹線を高速走行させるためには軌道の安全性を確認する必要があり、信頼性の劣る貨物列車を同時に走行させるためには障害物（コンテナからの落下物など）の検知装置などの開発が必要になる。また貨物列車がトンネル内走行中に260km/hの新幹線が同一トンネル内へ進入することにより微気圧波が生じ、貨物列車運転士の気圧変化による影響が懸念される。さらに影響度によっては貨物機関車の改造等が必要である。
開業後の動向は北海道新幹線#青函トンネル内の高速化を参照。
貨物列車のスピードアップ
高性能機関車の開発によって、現行以上の速度で走らせる方式。大幅な高速度化をする場合は機関車だけでなく貨車の方も改装または新造が必要となり、海峡線を通る貨車すべてを置き換えるのはJR貨物に大きな負担がかかることになる。貨物電車やフリーゲージ貨車を投入する方式にも同じ問題が生じる。ただしM250系貨物電車の改良版を新造するのであれば、僅かであるが負担は抑えられる可能性がある。
新幹線貨物列車
標準軌車両にコンテナだけを直接搭載する方式。方式自体は東海道新幹線計画当初に検討されていた。技術的な障壁は低いが、在来線貨物列車との積み替えにトレイン・オン・トレイン方式以上の時間がかかると見積もられている。2016年に報道された検討案では、この方式が提案されている。
第二青函トンネル
津軽海峡にもう一本の海底トンネルを掘り、それぞれ新幹線と在来線専用にする。相当な金銭的・時間的コストが必要になるため、2017年現在では費用対効果に見合わず実現の可能性は低い。
鉄道連絡船の復活
青函トンネルの運用開始にともなって廃止された青函連絡船を貨物限定で復活させる方法。室蘭や苫小牧の港と接続することで運送時間短縮のメリットもある。しかし、青函航路廃止当時の桟橋や岸壁などの設備は一部現存しているものの長年使用されておらず、鉄道との接続も切り離されているため実際に使用するには相当の改修が必要になる。また、当時運航されていた連絡船は博物館船として保存されている2隻を除けば現存せず、さらに日本国内に車両航送が可能な船舶も存在しないため新たに建造する必要があり、専用の貨物船を建造するコストがかかる。加えて青函トンネルの開通により安定輸送が可能になった結果、本州・北海道間の貨物の輸送需要が飛躍的に増加していることから物流が滞るおそれもある。この他、陸上輸送と比較して台風などの悪天候により船が運航不能となるリスクが高くなることから、「天候に影響されない輸送の安定性の確保」という青函トンネル建設の当初の目的に反することにもなる。
上下線の間に隔壁を設置
新幹線と貨物列車の走行を物理的に分離する隔壁を上下線間に設置するというもの。また隔壁の自重にトンネルが耐えられるように補強工事も行なう方法。新幹線、貨物列車のすれ違いによるタイムロスがほぼ生じなくなるうえ、費用もトレイン・オン・トレインよりも抑えられるが、新幹線がトンネルへ進入する際の気圧変化による影響、落下物に対する回避策、建築限界の支障に関する問題が発生する。特に雪害対策のために高架橋を開床式となっている区間は、既設構造物の補強だけでは設置することができない。

## 商標
「Train on Train」(トレイン・オン・トレイン)は、北海道旅客鉄道が商標として登録している。
| 登録項目等 | 内容等 |
| ---------- | --- |
| 商標       | Train on Train |
| 称呼       | トレーンオントレーン，トレインオントレイン，トレーンオン，トレインオン，オントレーン，オントレイン，トレーン，トレイン |
| 出願番号   | 商願2006-15314 |
| 出願日     | 2006年(平成18年)2月22日                                                                                                |
| 登録番号   | 第4989082号 |
| 登録日     | 2006年(平成18年)9月22日                                                                                                |
| 権利者     | 北海道旅客鉄道株式会社                                                                                                 |
| 役務等区分 | 39類（鉄道による輸送）                                                                                                 |